# 1932年鐵路

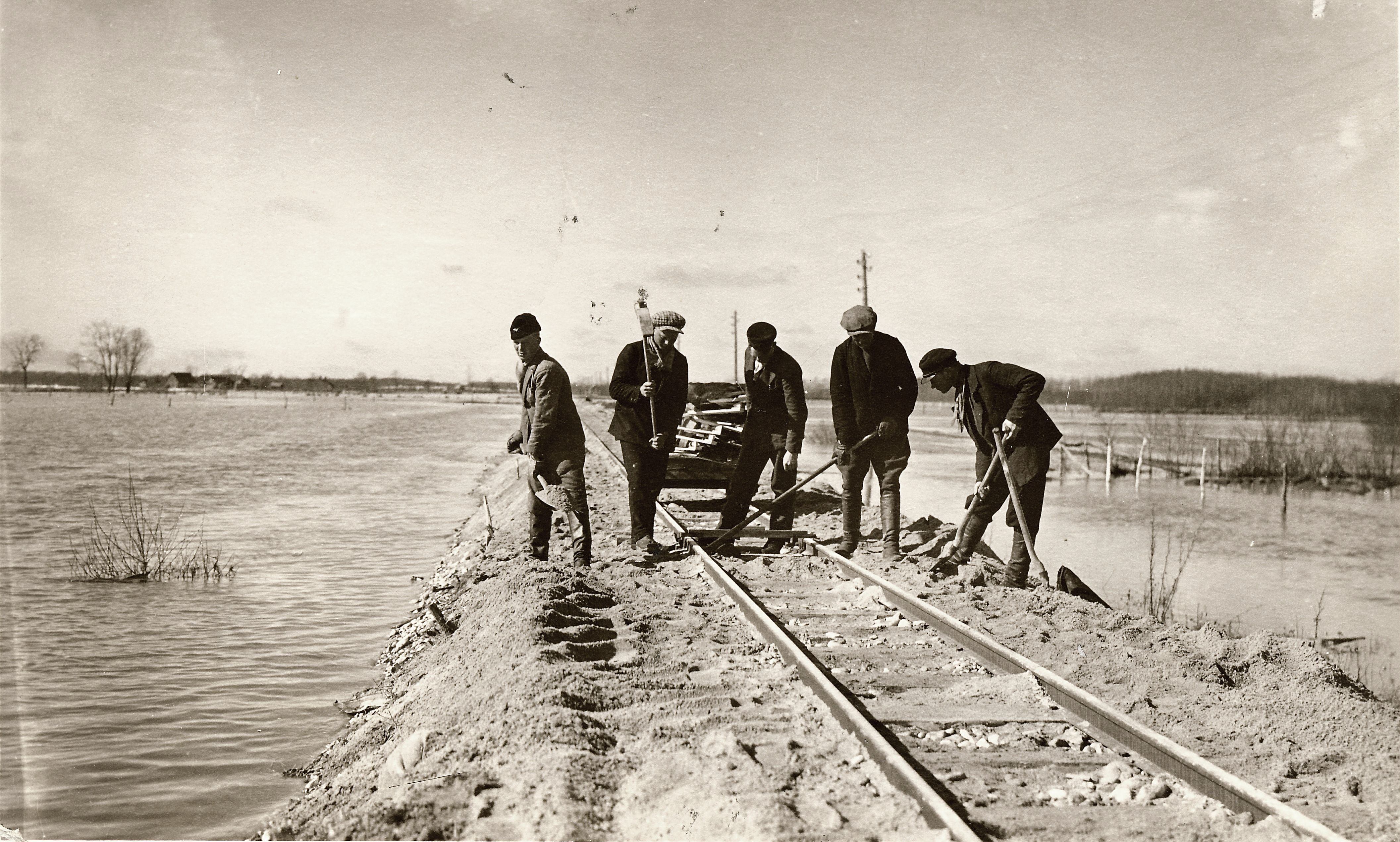
1932 年的铁路工人

此條目列出1932年發生有關鐵路運輸的事件。

## 事件

### 3月
- 3月31日：東京橫濱電氣鐵道線通車，來往澀谷站與武藏小杉站。

### 4月
- 4月20日：第一列空調臥鋪列車開始在巴爾的摩及俄亥俄鐵路上營運。

### 5月
- 5月3日：馬來西亞西海岸鐵路線延長至新加坡丹戎巴葛火車總站。

### 9月
- 9月10日：紐約地鐵IND第八大道線通車，成為此時世界上最長的地鐵路線[1]。
- 9月11日：加拿大停止營運國際鐵路 (紐約－安大略)（英语：International Railway (New York – Ontario)）。

### 12月
- 12月6日：日豐本線通車。